# جالو ماتزه
جالو ماتزه (به ایتالیایی: Gallo Matese) یک کومونه در ایتالیا است که در استان کسرتا واقع شده‌است.

## خصوصیات
جالو ماتزه ۳۰٫۹ کیلومترمربع مساحت و ۶۷۸ نفر جمعیت دارد و ۸۷۵ متر بالاتر از سطح دریا واقع شده‌است.